# Новосільське (Сумський район)
Новосі́льське —  село в Україні, у Лебединській міській громаді Сумського району Сумської області.
Населення становить 41 осіб.
До 2020 орган місцевого самоврядування — Василівська сільська рада.

## Географія
Село Новосільське знаходиться між річками Грунь та Лозова. На відстані 1,5 км розташоване село Олександрівка. По селу протікає пересихаючий струмок з загатою.

## Історія
12 червня 2020 року, відповідно до Розпорядження Кабінету Міністрів України № 723-р «Про визначення адміністративних центрів та затвердження територій територіальних громад Сумської області» увійшло до складу Лебединської міської громади.
19 липня 2020 року, після ліквідації Лебединського району, село увійшло до Сумського району

## Відомі люди
- Мордань Володимир Григорович (1937—2017) — український поет.